# دمیترو کاسیموف
دمیترو کاسیموف (اوکراینی: Дмитро Дмитрович Касімов؛ زادهٔ ۱۴ اوت ۱۹۹۹) بازیکن فوتبال اهل اوکراین است.